# Betje
Betje ist ein weiblicher Vorname.

## Herkunft und Bedeutung
Er ist die niederländische und limburgische Verkleinerungsform von Elisabeth. Weitere Varianten sind Elise, Elly, Els, Else, Elsje, Ilse, Lies, Liese, Liesje, Lisa.

## Bekannte Namensträgerinnen
- Betje Wery (1920–2006), niederländische Kollaborateurin
- Betje Wolff (1738–1804), niederländische Schriftstellerin